# Charles Compodonico
Charles Compodonico, né le 7 mars 1888 à Châteauroux et mort pour la France à Sainte-Menehould dans le département de la Marne le 20 juin 1916, est un professeur de lettres et poète français du XXe siècle. Son nom est inscrit au Panthéon dans la liste des 560 écrivains morts pour la France.

## Biographie
Charles Alphonse Auguste Compodonico, né le 7 mars 1888 à Châteauroux est le fils de Charles Adrien Antoine Compodonico (1861-1900), peintre et de Maria Guillard (1862-1902).
Boursier au cours complémentaire de Châteauroux après la mort prématurée de ses parents, il va vivre chez un oncle à Valençay et entre à l'École normale de Châteauroux en 1903.
Il fait son service militaire à Châteauroux au 90e régiment d'infanterie de mai 1906 à avril 1907 et est nommé sergent de réserve.
Après son service militaire, au lieu de commencer une carrière d'instituteur, il fait une année d'études supplémentaire à l'école Normale de Lyon pour préparer l'entrée à l'École normale supérieure de Saint-Cloud. Il est classé 1er au concours en 1907 et intègre la section des Lettres. En 1910, il est admis 1er au professorat des Écoles normales et part pour l'Angleterre, à Exeter, avec une bourse d'un an,.
En 1911, il réussit le concours d'enseignement de langue anglaise et est nommé professeur à l'école normale de Parthenay. Fin 1913, il passe six mois à Florence et quelques mois en Belgique et en Allemagne, avant de revenir à l'école normale de La Rochelle en mars 1914 pour y enseigner les lettres et l'anglais,. À l'été 1914, envoyé en Bulgarie par le gouvernement français, il est à Sofia quand la Première Guerre mondiale éclate. Il rejoint la France à bord du paquebot Saghalien quand celui-ci est attaqué dans les Dardanelles par le cuirassé allemand Goeben en août 1914.
Il part au front début septembre, comme adjudant au 123e régiment d'infanterie et participe aux batailles de la Marne et de l'Aisne. Il reste peu de temps sous-officier : en octobre 1914, il est nommé sous-lieutenant.
En mai 1916, il participe à la Bataille de Verdun pour reprendre le fort de Douaumont et combat avec son régiment au Bois de la Caillette, à Douaumont-Vaux et Thiaumont. Promu lieutenant de la 7e compagnie du même régiment à compter du 31 mai 1916, il est blessé par balle le 18 juin 1916 au Four-de-Paris,, hameau de la commune de Vienne-le-Château, sur le front d'Argonne et meurt de ses blessures le 20 juin 1916 à l'hôpital Margaine de Sainte-Menehould,. Ses proches le font inhumer au cimetière de Châteauroux en mars 1922.
La citation qui accompagne sa décoration de la légion d'honneur rapporte qu'il « n'a cessé, depuis le début de la campagne, de se faire remarquer par son activité, son dévouement et son énergie. S'est particulièrement distingué par sa belle conduite au cours des durs combats du 3 au 13 mai 1916. A été blessé très grièvement, le 18 juin 1916, alors qu'il visitait les tranchées de première ligne dont il avait la garde. Déjà cité a l'ordre ».

## Distinctions
- Chevalier de la Légion d'honneur, à titre posthume, arrêté du 30 juillet 1916[21]
- Croix de guerre 1914–1918, étoile de bronze

## Hommages
- Le nom de Charles Compodonico est inscrit au Panthéon dans la liste des 560 écrivains morts pour la France[22].
- Son nom figure sur les plaques commémoratives 1914-1918 de l'École Normale Supérieure à Lyon, et sur les monuments aux morts de Châteauroux et de Valençay[23].
- Une rue de Châteauroux a été nommée Rue Charles-Compodonico.
- En novembre 1926, Roger Monteaux dit des poèmes de Charles Compodonico lors des matinées poétiques de la Comédie française[24].
- En 1924, ses amis font paraitre un recueil de poésies et de lettres du jeune professeur, dont beaucoup sont adressées à son camarade normalien Henri Bonnet[25].

## Œuvres principales
- Lettres et poésies, posthume, 1924